# NGC 3744
NGC 3744 is een spiraalvormig sterrenstelsel in het sterrenbeeld Leeuw. Het hemelobject werd op 11 april 1882 ontdekt door de Franse astronoom Édouard Jean-Marie Stephan.

## Synoniemen
- ZWG 126.107
- NPM1G +23.0265
- PGC 35857